# Muslimské dobytí Španělska
Muslimské dobytí Španělska (přesněji Hispánie) proběhlo v letech 711–718/722. Po ovládnutí celého Maghrebu a islamizaci místních berberských obyvatel stanuli muslimové na pobřeží Gibraltarského průlivu. Na protějším břehu se rozkládala Evropa; Pyrenejský poloostrov, kde existovala upadající říše germánských Vizigótů. Odtud pravděpodobně přišel první signál, který přiměl muslimská vojska překročit úžinu a vpadnout do země. Za pár let byla již tamější část území muslimy pokořena a v čele provincie stál guvernér podřízený umajjovskému chalífovi v Damašku.

## 708–710
- 708 – arabské loďstvo podniklo útok na Baleárské ostrovy, které byly v držení Vizigótské říše (nebo Byzance). Muslimská loďstva dosáhla faktické vlády nad celým Středomořím po polovině 7. století, kdy již podnikala nájezdy na ostrovy v okolí Itálie. Vzdor muslimům v západním Středomoří v tomto období projevovala pouze Franská říše, která s nimi následně o Baleárské ostrovy vedla zdlouhavé boje.
- 709 – islamizovaní Berbeři podnícení svými arabskými veliteli uskutečnili přepad jižních území Pyrenejského poloostrova, odkud se vrátili s bohatou kořistí.
- 710 – v červenci s pomocí hraběte Ceuty, Juliana, provedla muslimská nájezdová skupina, vedená Abu Zorou Tarífem, průzkum oblasti Algecirasu, ležící v nejjižnější části poloostrova, při které byla vyplundrována Tarifa.

## 711
- 28. duben (pravděpodobně) – v noci se v místě, kde o několik století později vznikl Gibraltar, vylodil Tárik ibn Zijád v čele svých 7 000 mužů, převážně Berberů. Tárik postupoval na severozápad a pronikl k malému městu Carteya v Algecirasském zálivu. Poté táhl k tzv. „zelenému ostrovu“ (al – djazíra al – chadra), jež se stal základem dnešního Algecirasu, zde zřídil svou základnu, kterou svěřil hraběti Julianovi, pak se opět opatrně vydal na severozápad, kde mezi řekami Barbate a Guadalate konečně narazil na vizigótské vojsko. Tárikova opatrnost umožnila Roderichovi odpoutat se od severní hranice říše, shromáždit u Sevilly vojsko a vydat se na jih.
- 19. červenec – Tárik se svými vojsky posílenými nyní na 12 000 mužů rozdrtil za pomoci zrady vizigótskou armádu (přehnaně se odhaduje na 90 000 mužů) v bitvě u řeky Guadalate, u Casería de Casablanca. Vítězství muslimů bylo usnadněno vizigótskými rozpory a hromadným přeběhnutím během bitvy. Vitizovi synové padli, Roderich uprchl, když nebyla bitva ještě rozhodnuta (údajně trvala po sedm dní do 26. července), a při pokusu překročit řeku se utopil nebo byl zavražděn (podle jiných pověstí a legend ho Músa v roce 713 porazil a zabil v horách v okolí Salamanky). Muslimové získali velký počet zajatců. Bitva nebyla ani tak měřítkem muslimské vojenské dovednosti, jako neschopností režimu na pokraji zhroucení.

Po bitvě pustošíce zemi pronásledoval Tárik Vizigóty až k městu Écija, kde je v nastávající bitvě definitivně rozdrtil, poté táhl dál, obsadil a s pomocí Židů zpacifikoval Cordóbu. Těžké údery muslimů a jejich spojenců prozatím vyrazily vizigótské moci dech, odpor byl pouze sporadický až výjimečný.
- 11. listopad – Muslimské vojsko táhnoucí přes Jaén na sever vítězně vstoupilo do Toleda, hlavního města Vizigótské říše. Židé zůstali ve městě jako posádka a berberští bojovníci postupovali dále.

Ještě tohoto roku byla obsazena Málaka (Malaga) na jižním pobřeží poloostrova, která později proslula výstavbou mohutné pevnosti Alcazaba.

## 712
Tárik během svého separátního tažení dosáhl úspěchu severně od Toleda, když protáhl Leónem a Asturií (pronikl až k Astorze).
Červen – Sám Músa ibn Nusair dorazil do Algericasu s posilami v podobě 18 000 vojáků, z nichž bylo pouze 5 000 Arabů. Zamířil do vnitrozemí, kde dobyl Medinu-Sidonii (jižně od Jerez de la Frontera) a krátce poté i Sevillu, která se vzdala po delším obléhání. Ve městě byla ponechána židovská posádka. Poté, co se setkal s Tárikem, nechal ho uvěznit, přičemž nešetřil políčky (patrně závist z úspěchu podřízeného), protože neuposlechl rozkazu a nezastavil výboje v Cordóbě. Věznil ho však jen krátce, vynikající velitel byl na zásah jiných důstojníků propuštěn a opět postaven do čela muslimských vojsk.
Nastala postupná pacifikace hispánského území. Nadvláda muslimů způsobila masové přeběhlictví obyvatelstva k novému náboženství. Islamizovaní muladíové (muwalladové, pod správou muslimů) nemuseli platit daně, a byli – li předtím otroky, získali svobodu. V důsledku toho došlo v mnoha oblastech k zániku biskupství, neboť po přeběhnutí obyvatelstva k islámu byly tyto církevní funkce k ničemu. Mozárabové, kteří trvali na křesťanství, naopak museli daně platit, stejně tak tomu bylo i u Židů. Křesťané proto odcházeli na sever do hornatých Asturských krajin, ale ne všichni, významné menšiny Mozárabů odolávající islamizaci zůstaly například v Seville, Toledu, Méridě i dalších velkých městech pod muslimskou vládou, přičemž mnohdy zastávali vysoké státní funkce.
Ovládnutí rozsáhlých území mělo dvě formy – „sulh“ byl výsledek násilného záboru území, kdy křesťané byli považováni za chráněnce; a „ahd“, jenž nastal po vyjednávání a uznával vlastnictví půdy, chránil obyvatele, svobodu vyznání a politickou autonomii a křesťané byli považováni za chráněné spojence. V obou případech však křesťané museli platit již zmíněné daně.

## 713
30. červen – Músa ibn Nusair dobyl silně opevněnou Méridu, drženou prorodrigovskou stranou, po dlouhém obléhání.

## 714 - 719
- 714 – Muslimové dobyli Lisabon při ústí řeky Tajo na západě poloostrova. Boj se postupně přenesl do všech částí poloostrova, na severozápadě bylo dobyto město Lugo. Na východě patrně v tomto roce padlo do rukou Muslimů vizigótské město Sarakosta (Zaragoza).

Músa ibn Nusair se vrátil zpět do syrského Damašku a v jižní části země ponechal jako prvního emíra svého syna Abd – al – Azíze (? – 716). Abd – al – Azíz dobyl oblast Jaénu a Granady, uzavřel mír s vizigótským princem Theodemirem (kterého porazil u Cartageny), vládcem sedmi malých měst na jihovýchodě poloostrova (patrně v oblasti dnešní Murcie) a poskytl mu určitou politickou i náboženskou nezávislost výměnou za tribut a spolupráci. Poté pronikl až k Tarragoně, kterou následně dobyl a obsadil. Do Damašku byl odeslán i Tárik ibn Zijád, kde jeho stopy mizí.
Pretendent trůnu Aquila i jeho bratr Ardobast se vzdali svých práv na vizigótský trůn ve prospěch damašského chalífy al – Walída I. (vládl 705 – 715). Chalífa al – Walíd I. se tak stal právoplatným nástupcem posledních vizigótských králů, což znamenalo radikální zlom v dějinách Pyrenejského poloostrova.
- 715 – Po překročení Ebra obsadila arabsko – berberská vojska teritorium pozdější Aragonie a část Katalánska.
- 716 – Muslimská vojska dobyla Porto, přístav ležící při ústí řeky Duero. Město a okolí se však během několika desítek let vylidnilo a zpustlo, zvláště pak po výpravách asturského panovníka v období sucha.

Před postupujícími Abd – al – Azízovými vojsky se podrobila severohispánská baskická města (Pamplona, atd., patrně stejnou cestou jako Theodemir ?) , Kantabrové a Baskové poté užívali značné autonomie v rámci muslimského panství, přesto však docházelo k četným vojenským výpravám muslimů do oblasti. Dále bylo podrobeno území dnešního Katalánska.
Po odvolání svého otce a nástupu nového chalífy v Damašku, nechtěl Abd – al – Azíz uznat jeho vrchní vládu. Byl proto prohlášen za odbojníka a z nařízení chalífy pak při modlitbě v mešitě přepaden a na útěku zavražděn. Již odtud lze sledovat separatistické tendence andaluského území.
- 717 – Pravděpodobně v tomto roce byla dobyta Barcelona, která se tím otevřela arabské lodní dopravě z východního Středomoří. Muslimové poté překročili Pyrenejské pohoří a odstartovali tak sérii nájezdů do Septimánie a Akvitánie, jejíž vévoda jim odhodlaně vzdoroval.

Arabsko – berberská správa poté, co byla zlikvidována vizigótská měna (nezachovala se ani v Asturských horách, kde obyvatelstvo přešlo k primitivnímu směnnému obchodu), začala na území Pyrenejského poloostrova razit místní mince. Měna byla zpočátku ražena s islámským vyznáním víry v latině. Zlatý dínár damašských umajjovských chalífů vážil zhruba 4,25 gramu.
Celý poloostrov byl již v rukou muslimů, pouze v Asturských horách bojoval berberský guvernér Monúsa proti synovi jistého Kantabrijského vévody (?) Pelayovi (? – 737?). Dokonce se mu ho podařilo i zajmout a odeslat do Cordóby. Pelayo však utekl do hornaté Asturie a opět se postavil do čela revolty křesťanů, když vedl výpravy proti muslimům.
- 718 – Muslimové poprvé krátkodobě okupovali baskickou Pamplonu. Ta, i když se podrobila, si během tohoto období udržela nezávislost. Do budoucna se stala trvalým problémem pro muslimské správce poloostrova (ale nejen pro ně, problémy s Basky měli Frankové během svého tažení roku 778 – bitva v průsmyku Roncesvalles).
- 719 – Muslimská vojska pod vedením svého vůdce al – Hurra obsadila jihofranské Narbonne, centrum Septimánie, ležící při pobřeží Středozemního moře. Byla tak získána základna pro pozdější vpády do Provence a střední Francie.

Al – Hurrův nástupce as – Samah (? – 721) se tohoto roku usídlil v Cordóbě, zřejmě proto, že zde bylo málo křesťanů, od nichž muslimové postupně odkoupili kostel sv. Vincence a přebudovali ho na mešitu pro několik tisíc lidí. Cordóba tak začala nabývat na svém významu.

## 721
Květen – Hispánsko – berberská vojska, jimž velel správce poloostrova Al-Samh ibn Malik, napadla a oblehla Toulouse, centrum Aquitánie. Euda (Eudes, Odo, 688 – 735), vévoda akvitánský je porazil, když jeho těžká pěchota vyrazila proti koním i mužům se sekerami a meči. Zbytky muslimského vojska byly zahnány do Hispánie a Septimánie. Po Al – Samhovi, který v bitvě zahynul, se stal přechodně (téhož roku byl povolán do severní Afriky) správcem muslimských území Abd – ar – Rahmán, jenž se vyznamenal u Toulouse a poté vedl opakované vpády do jižní Francie a Aquitánie. Za jeho správy došlo k největšímu rozšíření Arabské říše v jihozápadní Evropě.

## 722
(?) Tímto datem (některé prameny uvádějí již rok 718) se traduje počátek reconquisty, neboť došlo k odražení arabsko – berberského oddílu z vojenské posádky Gijónu v bitvě u Covadonga v Asturii vizigótským šlechticem Pelayem. Šlo o velice malé střetnutí při němž počet vojáků obou stran nepřesáhl dvě stě. Odražení nepřátel dopřálo zbylým křesťanům oddech, během kterého konsolidovali svou moc a opevnili svá území kastely (opevněnými hradišti) – odtud například název Kastilie. Naopak muslimští kronikáři toto střetnutí spíše zlehčovali ("prý střet s třiceti splašenými osly"). Během dvacátých let se pak zrodilo Asturské království.